# Prek
Prek je priimek več znanih Slovencev:
- Ana Prek, violinistka
- Jože Prek, kitarist
- Matjaž Prek (1958—2023), strojnik, izr. prof. FS UL
- Miro Prek, evropski sodnik
- Mitja Prek, urednik TVS (Odmevi)
- Stanko Prek (1915—1999), skladatelj, kitarist, glasbeni pedagog